# عودد باسیوک
عودد باسیوک (انگلیسی: Oded Basyuk؛ زادهٔ ۱۹۷۳) یا اودد باسیوک سرلشکر نیروهای دفاعی اسرائیل است، که از ژوئن ۲۰۲۱ به‌عنوان رئیس اداره عملیات ارتش اسرائیل فعالیت می‌کند.
باسیوک فعالیت نظامی را از سال ۱۹۹۱ در نیروی زمینی اسرائیل آغاز کرد، از ۲۰۱۵ تا ۲۰۱۷ فرماندهی لشکر ۱۴۶ هاماپاتز را برعهده داشت، از ۲۰۱۷ تا ۲۰۱۹ به‌عنوان فرمانده لشکر ۱۶۲ زرهی هاپلادا فعالیت می‌کرد و در فاصله سال‌های ۲۰۱۹ تا ۲۰۲۱ مدیر طرح‌های اداره برنامه‌ریزی ارتش اسرائیل بود.